# Terracota

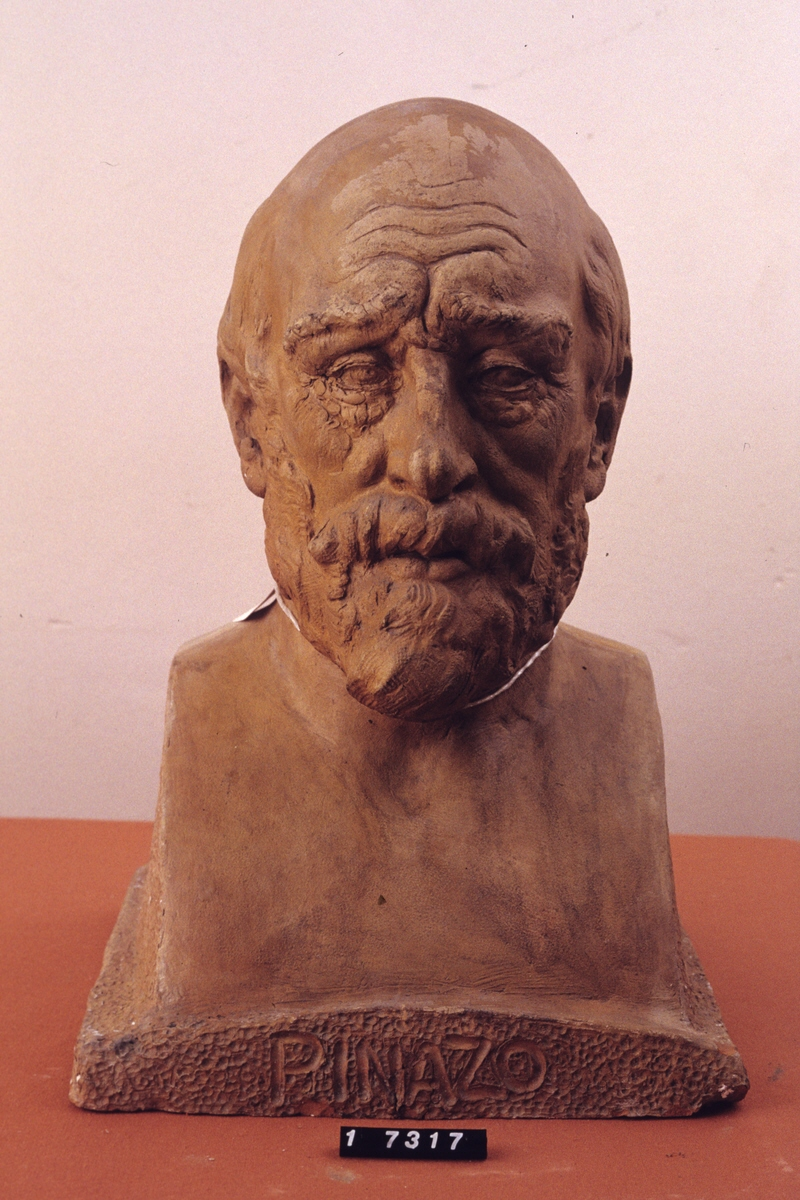
Busto en terracota, obra de Ignacio Pinazo Martínez, conservado en el Museo Nacional de Cerámica y Artes Suntuarias González Martí

Terracota  o tierra cocida (del italiano terra cotta) es un término alfarero que designa tanto la arcilla modelada y endurecida al horno, como el producto cerámico resultante, en especial las estatuillas de barro cocido. Su ejemplo más impresionante lo constituyen los ocho mil guerreros de terracota del mausoleo de Qin Shi Huang, descubiertos en 1974 en China.

## Evolución histórica

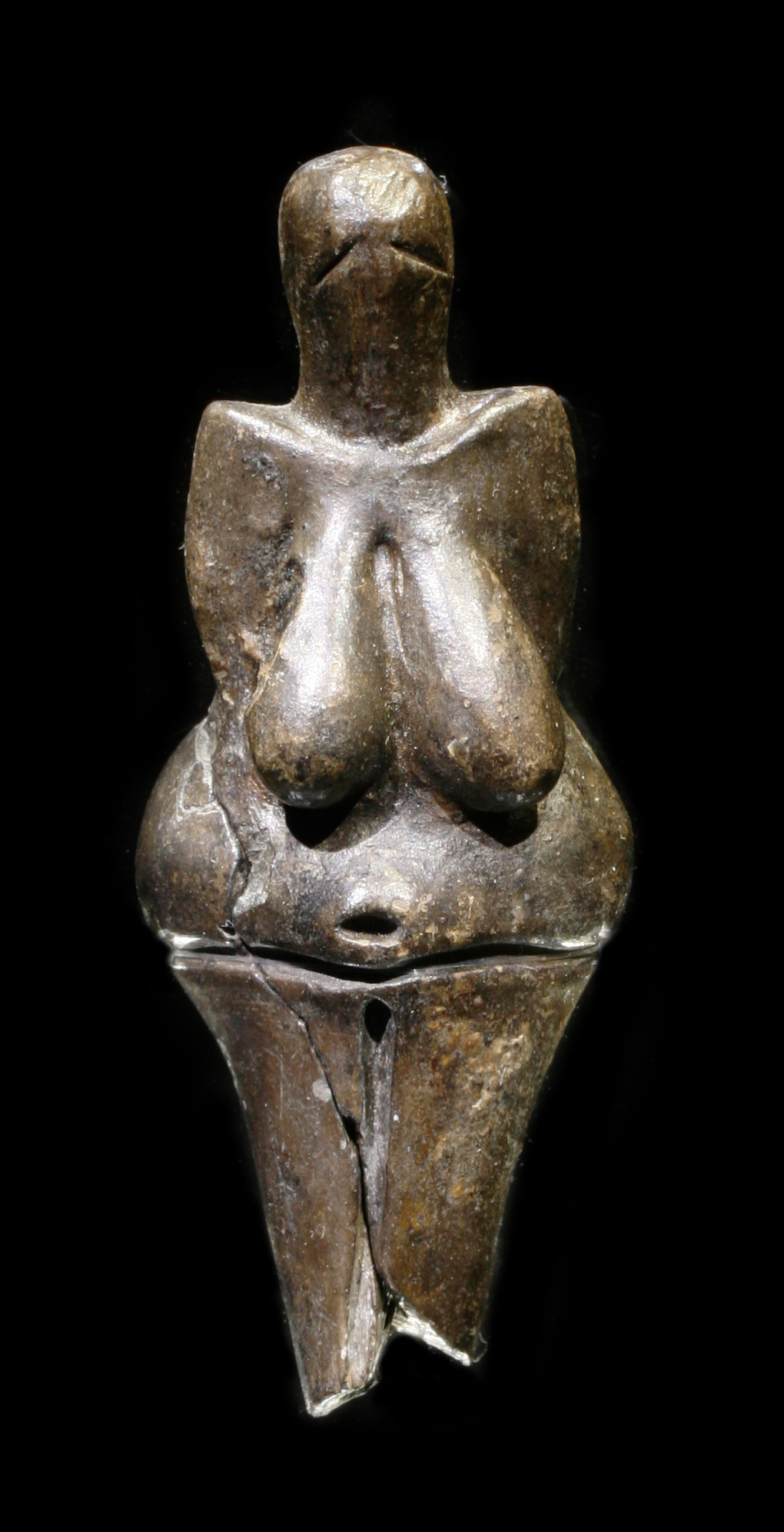
La Venus de Dolní Věstonice, uno de los más antiguos ejemplos de uso de cerámica en el Paleolítico Superior. Fue encontrada en la República Checa.

Desde la prehistoria, la fábrica con terracota se ha usado para hacer cacharrería doméstica, esculturas y decoración arquitectónica. Los ejemplos más antiguos, antes incluso de la generalización de la cerámica doméstica, se remontan a algunas venus de la época gravetiense, datadas hace casi 30 000 años, como la conocida Venus de Dolní Věstonice. Se conservan singulares ejemplos, como las estatuillas femeninas de terracota en las excavaciones de Mohenjo-Daro, Pakistán (3000-1500 a. C.); o Reina de la Noche, también llamado ‘Relieve Burney’, en Mesopotamia, una placa de terracota datada alrededor de 1950 a. C.
Las excavaciones arqueológicas documentan que la terracota se usaba ya desde el cuarto milenio a. C. en Merimde, como demuestran las ushebti, estatuillas mortuorias del Antiguo Egipto. Asimismo, en Mesoamérica, la mayoría de las figurillas olmecas se fabricaron en terracota.

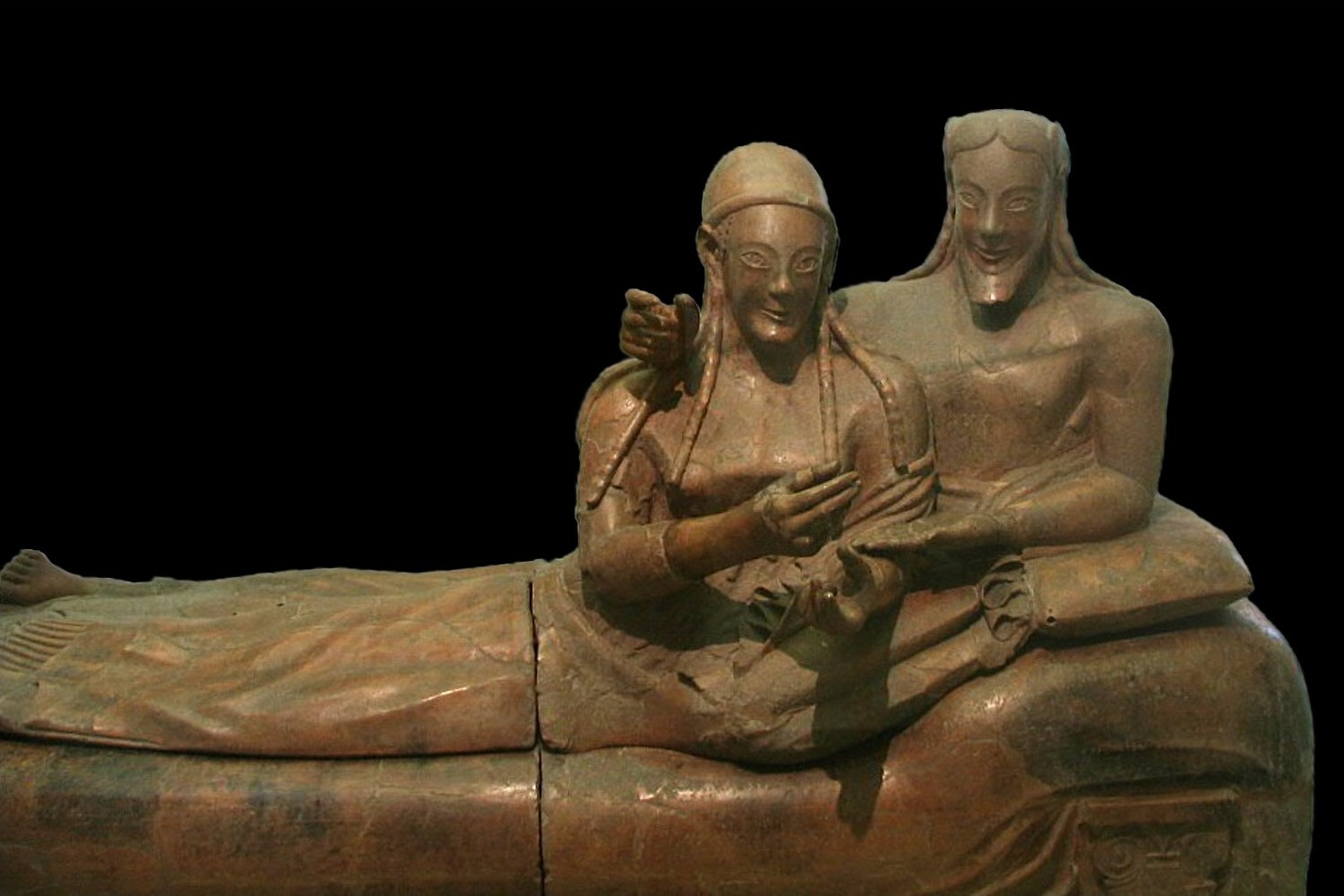
El Sarcófago de los esposos, elaborado en terracota pintada, arte etrusco, Villa Giulia, Roma, 600 a C.

Del período helenístico pueden destacarse las figuritas de Tanagra beocias; fundidas en moldes y fabricadas en serie, su abundancia y variedad de motivos demuestran su popularidad como objetos decorativos o religiosos. Un uso similar tiene la gama de estatuillas romanas, y en concreto, en la península itálica, la producción de terracotas del arte etrusco durante los siglos III y II a. C., llegando a generar estatuas como el Apolo de Veyes —casi de tamaño natural—, o el Sarcófago de los esposos. En el capítulo romano no hay que olvidar los llamados relieves de Campana, que formaban frisos en el exterior de los edificios, sustituyendo a la piedra como material de trabajo.
De la terracota producida en el Lejano Oriente pueden encontrarse en varios museos occidentales figuras budistas, posteriores a los guerreros de terracota del mausoleo de Qin Shi Huang, de un tipo de terracota pintada y vidriada, como los «luohans» de Yixian. También hay que mencionar las tumbas de la dinastía Han, construidas con ladrillos que en la pared interior estaban decorados en una cara, con técnicas que incluían relieves moldeados. Asimismo en tumbas de periodos posteriores abundan las figuras de espíritus protectores, animales y sirvientes para la otra vida, incluidos los famosos caballos de la dinastía T'ang (aunque estas obras no suelen denominarse terracotas).

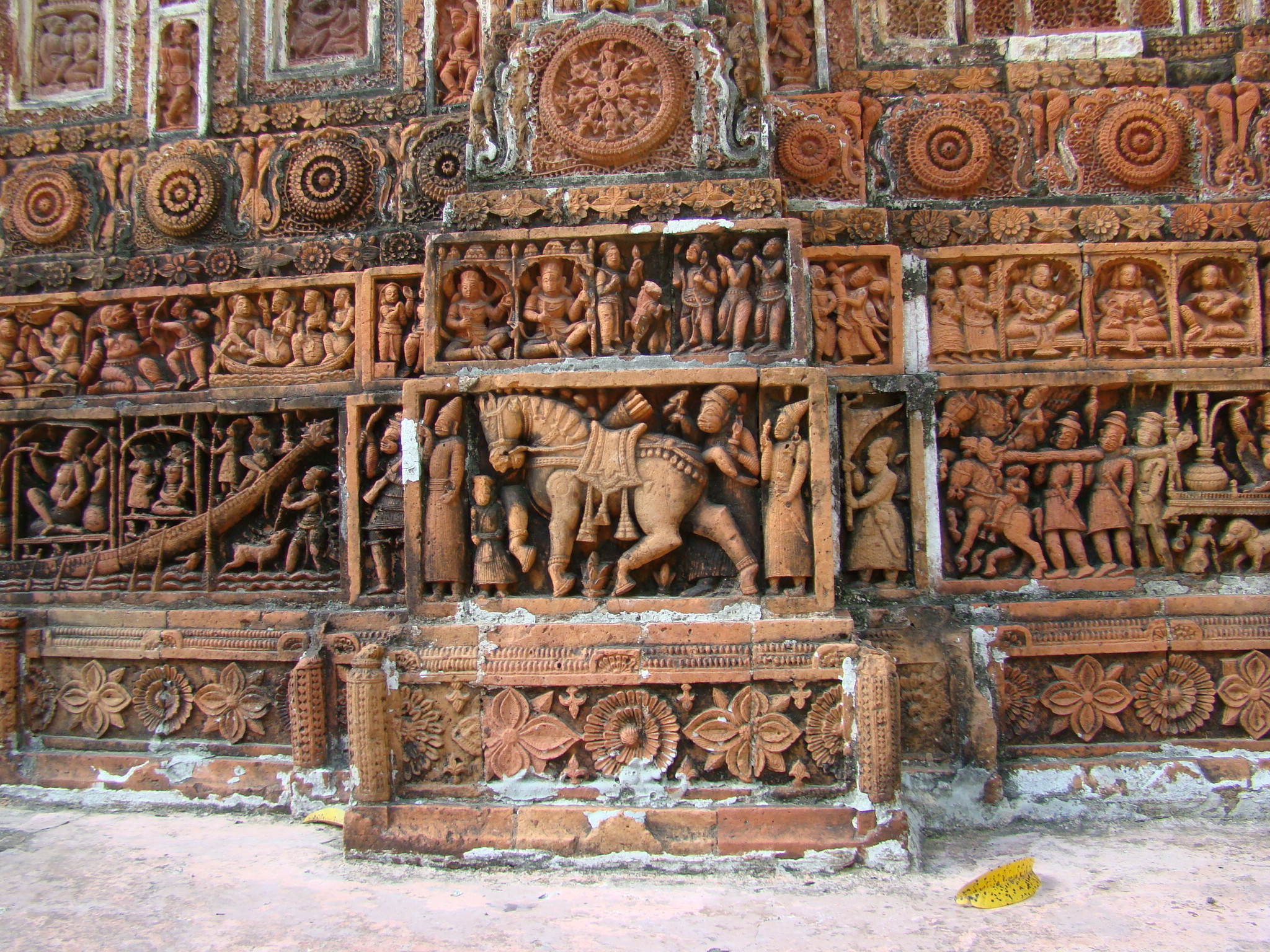
Motivos de terracota en el templo de Kantanagar (Dinajpur, Bangladés)

También en Oriente, y además de los citados guerreros del mausoleo de Qin Shi Huang, cabe destacar en el contexto de la escultura india, el uso intensivo de la terracota desde la civilización del valle del Indo, y el empleo de moldes a partir del siglo I antes de Cristo, que permitió la construcción de figuras relativamente grandes, casi de tamaño natural, especialmente durante la dinastía Gupta (entre 320 y 550 d. C.) y los siglos siguientes. Algunas tradiciones locales han conservado la fábrica de escultura en terracota como es el caso de los populares caballos de Bankura, en la Bengala Occidental.
En algunos estudios sobre la escultura precolonial del oeste de África se documenta el uso extensivo de la terracota. Se ha registrado en el arte de la cultura Nok del centro y norte-centro de Nigeria, así como en el eje cultural Ife-Benin, en el oeste y sur de Nigeria (con ejemplos de asombroso naturalismo), y en especial en la cerámica del pueblo Igbo, al este de Nigeria, probables precursoras de la obra de bronce en la zona.

La escultura de terracota —salvo una estatuilla de la virgen en el entorno de Bohemia— no aparece prácticamente en el arte medieval europeo hasta finales del siglo xiv, en algunos talleres germanos del gótico internacional. Abundan sin embargo los ejemplos en el ámbito del Renacimiento italiano, extendiéndose pronto por el resto del continente. En Florencia, destacaron los trabajos del taller de la familia Luca della Robbia, especialistas en terracota esmaltada y pintada, y del escultor Pietro Torrigiano, también activo en España. En Inglaterra pueden citarse los bustos de los emperadores romanos que adornan el Palacio de Hampton Court, obra de Giovanni da Maiano hacia 1521, que en su origen estaban policromados.
Ya en el siglo xviii, en Occidente especialmente, se recuperó la terracota no esmaltada —hasta ese momento relegada a las maquetas de arcilla—, en la fabricación de pequeñas esculturas y bustos de retratos, en un proceso y con unos materiales más económicos que la porcelana. En Francia destacó Claude Michel (1738-1814), conocido como Clodion, y en Inglaterra, el retratista-escultor flamenco John Michael Rysbrack (1694-1770) que llegaría a especializarse en bustos de terracota. Y ya en el siglo xix, se han valorado los diseños del escultor francés Albert-Ernest Carrier-Belleuse.

### En la arquitectura

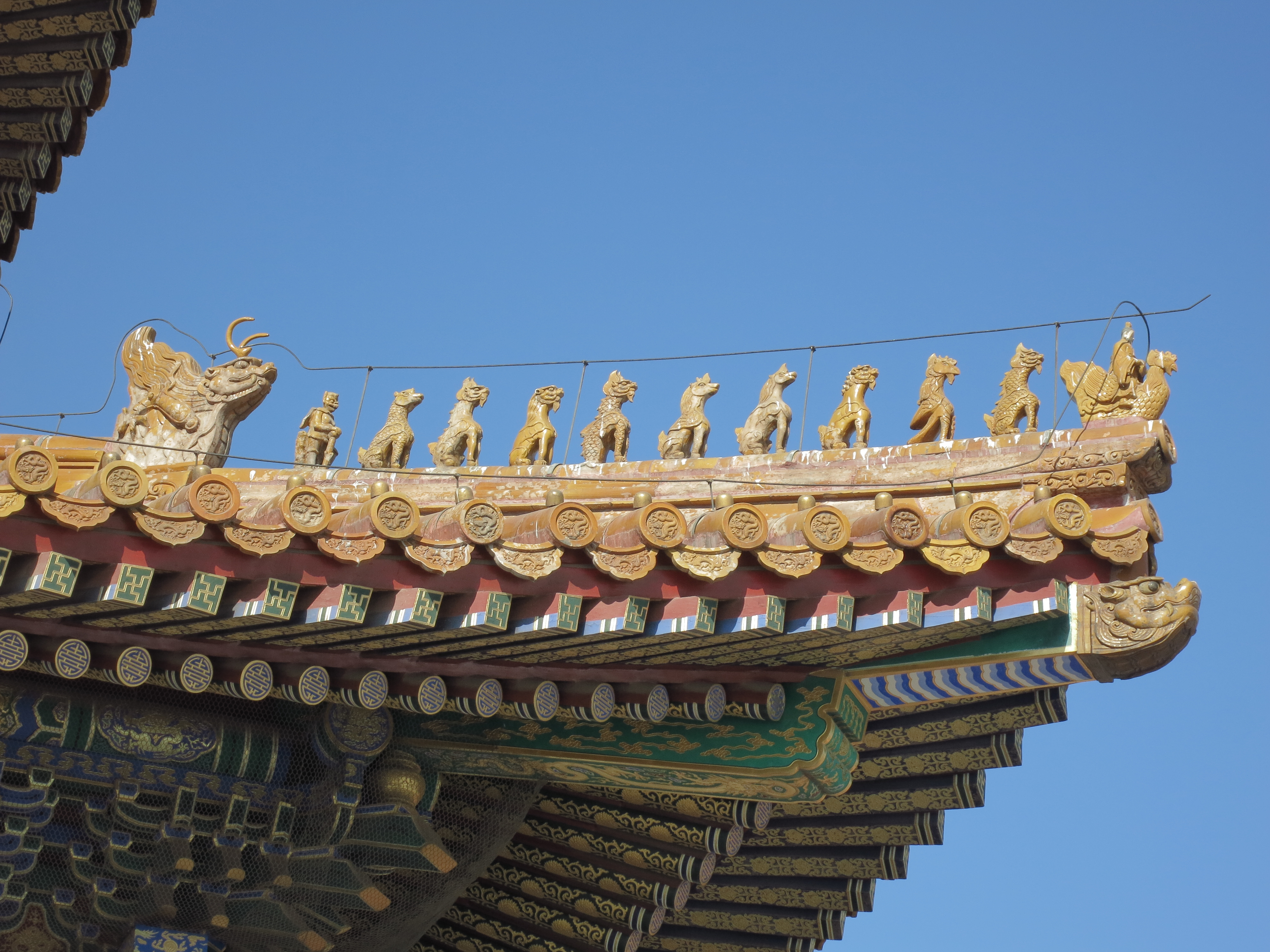
Terracotas decorando los tejados de la Ciudad Prohibida

La teja de terracota en basto o policromada aparece en muy diversas zonas del planeta cubriendo de helado y adornando edificios de diferentes estilos, incluyendo en ocasiones elementos escultóricos más elaborados que las tejas de techo liso. Continúan llamando la atención ejemplos de esta fábrica en templos de la India (Bengala Occidental en especial) alternando la decoración esculpida con la construcción de ladrillo principal, todo en el mismo material de arcilla cocida, como en el citado ejemplo de Kantanagar.
En el siglo xix, algunos arquitectos recuperaron la decoración en terracota de los edificios como complemento de la cerámica vidriada y de los tejados policromados. En España se conservan muy variados ejemplos de trabajo en Cataluña y destacados conjuntos en ciudades como Sevilla o Madrid. En Estados Unidos, el arquitecto Louis Sullivan consiguió diseños que habrían sido imposibles de ejecutar en cualquier otro medio. La terracota y los azulejos se utilizaron asimismo en los edificios victorianos de Birmingham, en Inglaterra. Aunque desde el segundo cuarto del siglo xx, el uso generalizado del hormigón en la arquitectura modernista marginó el uso de la terracota en la construcción, como trabajo alfarero sigue produciendo objetos de artesanía en gran parte del mundo.

## Producción y propiedades

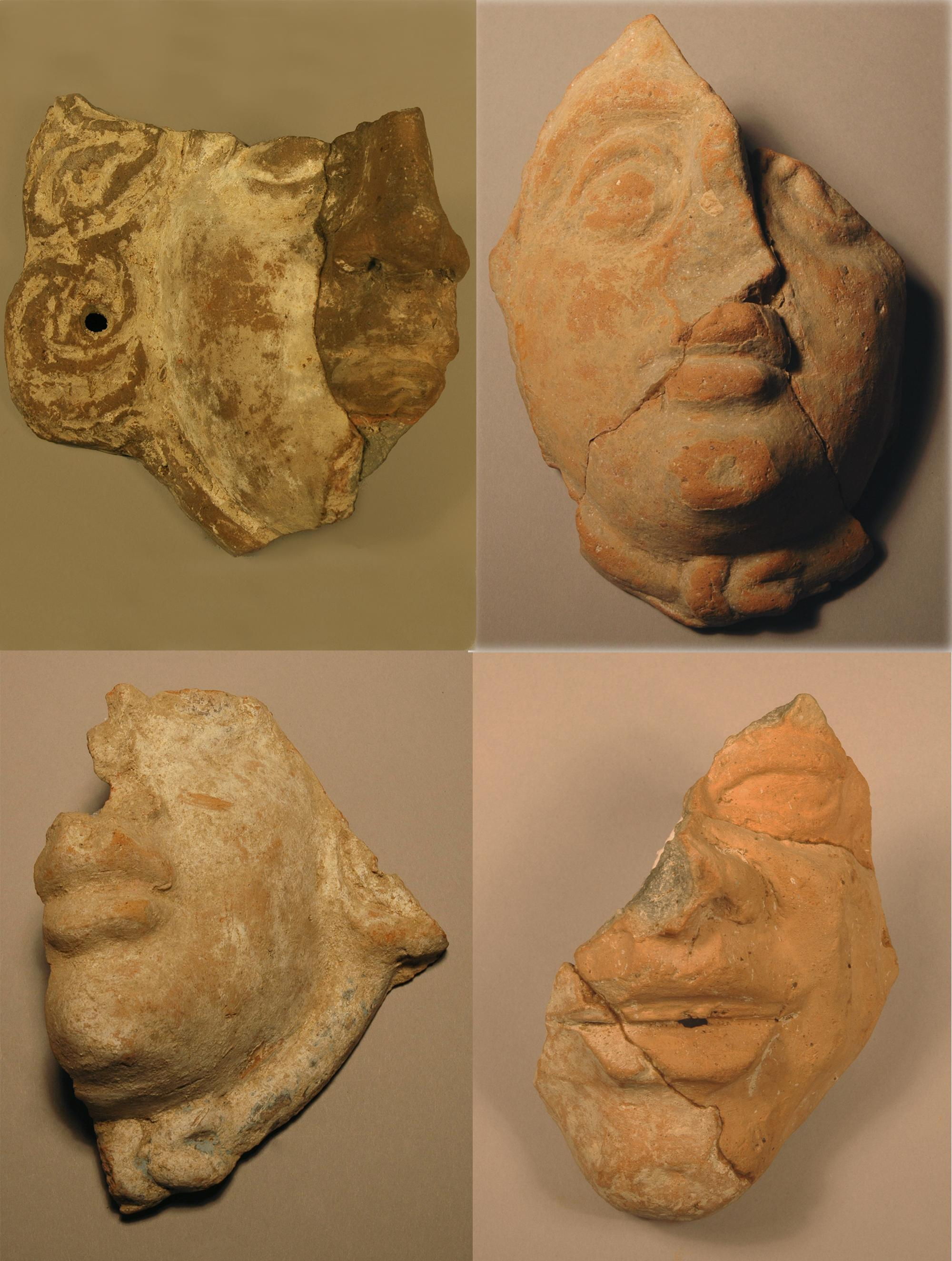
Máscaras de terracota procedentes de la Ciudad íbera de Ullastret, España.

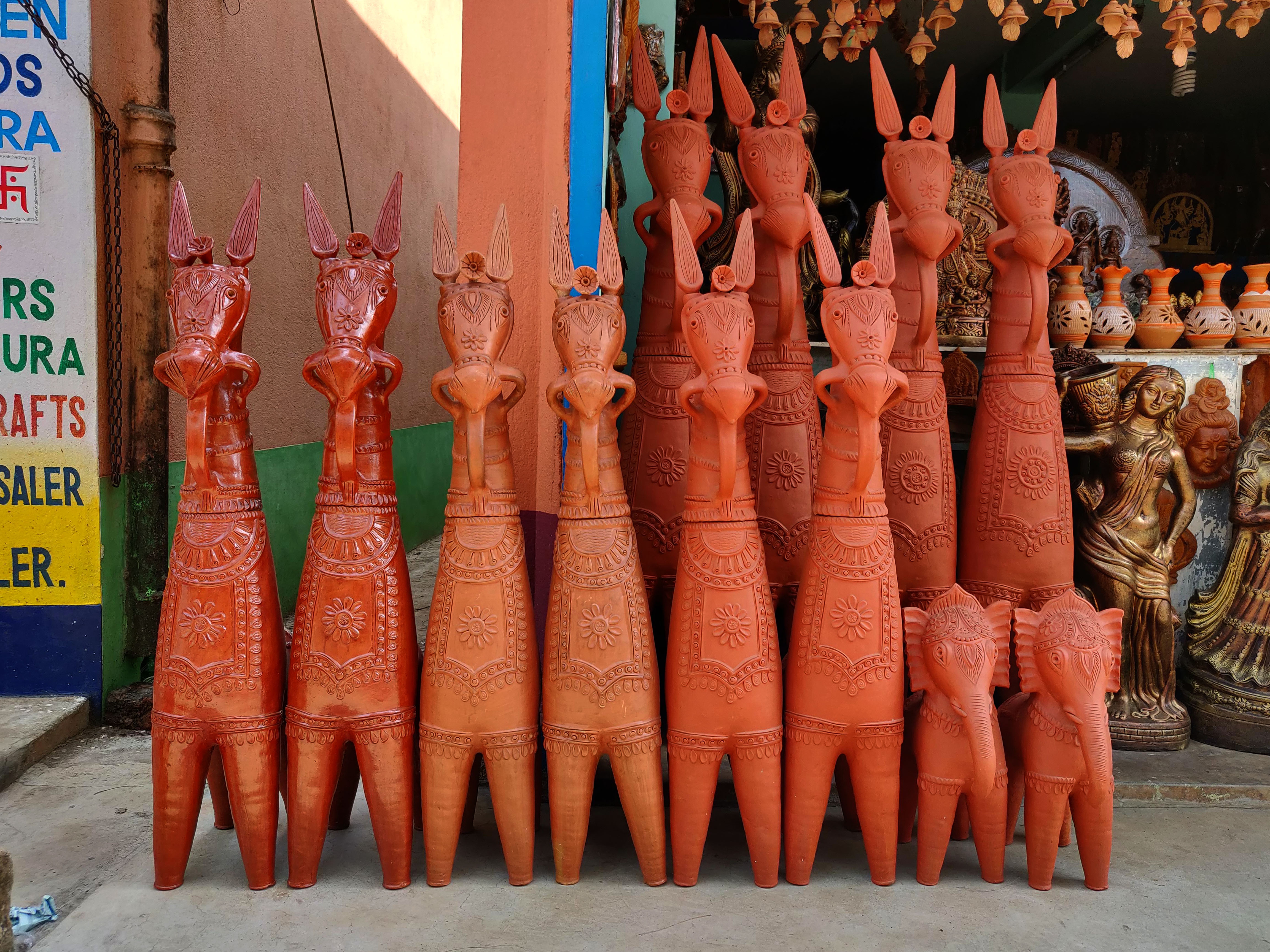
Esculturas de terracota de Bankura, Bengala Occidental, India

La terracota cocida resulta permeable a los líquidos, pero un pulido de la superficie del objeto antes de la cocción puede disminuir su porosidad y una capa de esmalte puede hacer que sea impermeable tras la cocción.
La temperatura de cocción en el horno alfarero oscila entre los 1000 °C y los 600 °C, al menos en los ejemplos históricos y arqueológicos. El contenido de hierro, reaccionando con el oxígeno durante la cocción, le da al cuerpo cocido un color rojizo ‘terracota’, aunque también puede presentar tonos de amarillo, naranja, beige, rojo, rosa, gris o marrón.
Tradicionalmente, en el mundo antiguo se utilizó para fabricar conductos de agua a presión, ladrillos para hornos y macetas, y en la decoración de edificios. También llegaron a fabricarse recipientes y lámparas de aceite. Para fabricar objetos de terracota pintada o policromada se aplica de forma tradicional una fina capa de yeso antes de decorarla. La escultura de terracota en Occidente, como las figurillas griegas y romanas puede presentarse en estado crudo.